# Semovente 75/34
A Semovente 75/34 egy olasz gyártmányú önjáró löveg volt, melyet a második világháború folyamán használtak. Alapjául az M15/42 közepes harckocsi szolgált, amelyre az L/34 kaliberhosszúságú 75 mm-es löveget építették. Az 1943-as olasz kapitulációig 192 darab készült a típusból.

## Történet
Az első olasz önjáró löveg, a Semovente M41 da 75/18 az M14/41 közepes harckocsi alvázán alapult és az 1941-es év végén rendszeresítették. A jármű a tábori tüzérség számára mind mozgékonyságot, mind páncélvédelmet biztosított. A rövid csövű L/18 kaliberhosszúságú 75 mm-es tarackkal felszerelve sikeresen alkalmazták az észak-afrikai sivatagban, ahol a közepes harckocsikat pontos, nagy hatótávolságú tűzzel támogatták.
A Semovente 75/34 egy továbbfejlesztett változat volt, melyet egy új, 75/34-es löveggel szereltek fel a meghosszabbított küzdőtérben. Mivel alapul az M15/42-es harckocsi alvázát használták, motorja erősebb és maga a jármű hosszabb volt. A tervezet 1942 végére készült el, majd 1943-ban a Fiat-Ansaldo megindította a gyártást.

## Feltételezett harctéri alkalmazás
A brit és nemzetközösségi erők egyiptomi és El Alamein-i határátlépését követően a Regio Esercito a Semovente 75/34 korai prototípusait a sivatagba vezényelte, hogy segítse a harcot a Szövetségesek ellen. Az új motor mechanikai problémái és a 75/34-es ágyú rögzítése késleltette a sorozatgyártást, amely csak a tunéziai visszavonuláskor futott fel.

## Német használatban
Az Olasz Királyság bukása után a Wehrmacht lefoglalta a legyártott mennyiség többségét, majd StuG M43 mit 75/34 851(i) jelöléssel rendszeresítette a típust. Az 1944-es év végéig a német egységek összesen 294 darabot kaptak belőle. Ebben az évben hat gyalogos hadosztályban, két páncélos hadosztályban, három páncélgránátos hadosztályban, egy ejtőernyős hadosztályban és egy hegyi hadosztályban szolgáltak ezek a Semoventék, melyeket Olaszországban és a Balkánon vetettek be.